# Burg Radolfshausen
Die Burg Radolfshausen ist eine ehemalige Wasserburg in Ebergötzen in Südniedersachsen. Sie ging aus einem in der ersten Hälfte des 13. Jahrhunderts entstandenen Wohnturm hervor. Ab 1595 war die Anlage Sitz des Amtes Radolfshausen. Von der Wasserburg steht nur noch der dreigeschossige Wohnturm. Das benachbarte frühere Amtshaus wurde später zum Forsthaus Radolfshausen und ist heute Sitz des Europäischen Brotmuseums.

## Beschreibung
Die frühere Burganlage umfasste ein Areal von etwa 75 × 100 Meter, das im Osten vom Weißwasserbach und im Süden von der Niederung des Auebachs abgegrenzt war. Ein Merianstich von 1654 zeigt, dass die Anlage in diesen Bereichen zusätzlich durch vier Teiche gesichert war. Die anderen Seiten schützte ein Wall, der noch heute erkennbar ist. Der ebenso noch heute vorhandene dreigeschossige Wohnturm hat die Ausmaße von etwa 11 × 7 Meter. Er basiert auf einem Kernbau von 7 × 7 Meter, der sich nach den Ergebnissen der archäologischen Untersuchungen in die erste Hälfte des 13. Jahrhunderts datieren lässt.
1997 und 2000 erfolgten im Bereich des Wohnturms und des Amtshauses kleinere Ausgrabungen in Form von Sondagen. Dabei wurde Keramik ab der ersten Hälfte des 13. Jahrhunderts gefunden. Außerdem wurden der Wassergraben wie auch der Wall nachgewiesen, die teilweise unter dem heutigen Amtshaus verliefen.

## Geschichte

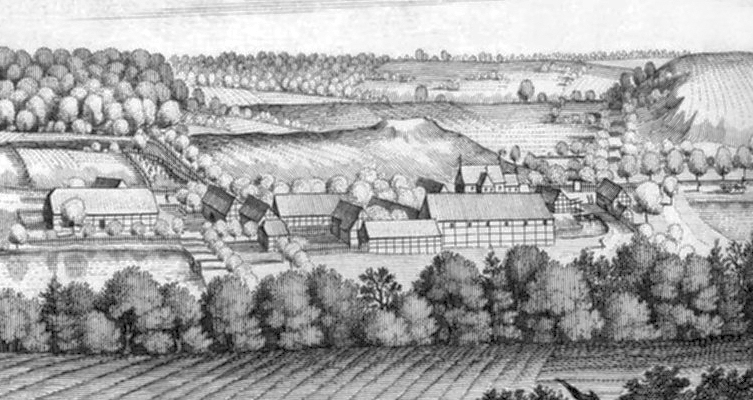
Amtssitz Radolfshausen mit dem Festen Haus auf einem Merian-Stich um 1654

Das Dorf Radolfshausen war vermutlich ursprünglich im Besitz des Stiftes Gandersheim und kam über die Grafen von Northeim an die Welfen. 
Seit 1324 waren Gericht und Amt Radolfshausen als welfisches Lehen im Besitz der Herren von Plesse. 1395 wird die Anlage als Vorwerk bezeichnet, was eventuell ein erster Hinweis auf die Existenz einer Burg darstellt. 1437 gelangt sie in den Besitz der Edelherren von Plesse. 1508 erbaute Dietrich von Plesse als Lehnsmann der Herzöge von Grubenhagen ein Festes Haus mit Wassergraben, Teichen und Zugbrücke. Das Dorf war damals sehr wahrscheinlich schon wüst gefallen. 1529 übergab Dietrich III.von Plesse die Regierung über Herrschaft und Burg Plesse an seine Söhne und zog sich nach Radolfshausen auf das Altenteil zurück. 1568 erhielten die Herren von Plesse zum letzten Mal „Haus, Hofstädte, Burg und Festung“ zu Lehen. 1571 erlosch der auf Radolfshausen ansässige Zweig der Herren von Plesse und Burg und Amt Radolfshausen fielen als erledigtes Lehen an die Herzöge von Göttingen-Grubenhagen. Nach dem Aussterben dieser Linie kam Radolfshausen 1596 an Wolfenbüttel und danach an das Fürstentum Calenberg, dem späteren Haus Hannover. Nach Angaben von Merian ist die Burg 1626 abgebrannt. Das Amt wurde 1859 aufgelöst. Danach befand sich hier bis 1998 ein Forstamt, seitdem beherbergt das Gelände ein Brotmuseum. Um den Erhalt der Anlage kümmert sich ein Förderverein.
Das einstige Dorf Radolfshausen war vermutlich im Besitz des Stiftes Gandersheim. Über die Grafen von Northeim kam es an die Welfen. Seit 1324 war es als welfisches Lehen im Besitz der Herren von Plesse. Im Jahr 1395 wird eine dortige Anlage als Vorwerk bezeichnet, die 1437 in den Besitz der Herren von Plesse gelangte. 1508 baute Dietrich von Plesse die Anlage, die zumindest aus einem im 13. Jahrhundert entstandenen Wohnturm bestand, zu einem Festen Haus mit Burggraben, Zugbrücke und Teichen aus. 1571 erlosch der auf Radolfshausen ansässige Zweig der Herren von Plesse und Burg und Amt Radolfshausen fielen als erledigtes Lehen an die Herzöge von Göttingen-Grubenhagen. Sie richteten in der Burg ein Amt des Fürstentums Grubenhagen ein. Im 17. Jahrhundert wurde die Wasserburg durch einen risalitförmigen Anbau mit zwei Fachwerkobergeschossen erweitert. 1626 wurde sie zerstört. 1644 wurde das Amtshaus niedergebrannt und Anfang des 18. Jahrhunderts wieder aufgebaut.